# Parafia św. Stanisława Kostki w Garfield
Parafia św. Stanisława Kostki w Garfield (ang. St. Stanislaus Kostka Parish) – parafia rzymskokatolicka położona w Garfield w stanie New Jersey w Stanach Zjednoczonych.
Jest ona wieloetniczną parafią w archidiecezji Newark, z mszą św. w j. polskim dla polskich imigrantów.
Ustanowiona w 1917 roku i dedykowana św. Stanisławowi Kostce.

## Nabożeństwa w j.polskim
- W tygodniu – 19:00
- Niedziela – 6:45; 10:30; 19:00